# Folwark (Jurków)
Folwark – część wsi Jurków w Polsce położona w województwie małopolskim, w powiecie limanowskim, w gminie Dobra.
W latach 1975–1998 miejscowość należała administracyjnie do województwa nowosądeckiego.